# NCSM Westmount (J318)
Le NCSM  Westmount (pennant number J318) (ou en anglais HMCS Westmount) est un dragueur de mines de la Classe Bangor lancé pour la Marine royale canadienne (MRC) et qui a servi pendant la Seconde Guerre mondiale.

## Conception
Le Westmount est commandé, dans le cadre du programme de la classe Bangor de 1941-42, au chantier naval de Davie Shipbuilding and Repairing Co. Ltd. de Lauzon, au Québec, au Canada. La pose de la quille est effectuée le 28 octobre 1941, le Westmount est lancé le 14 mars 1942 et mis en service le 15 septembre 1942.
La classe Bangor doit initialement être un modèle réduit de dragueur de mines de la classe Halcyon au service de la Royal Navy,. La propulsion de ces navires est assurée par trois types de motorisation : moteur diesel, moteur à vapeur à pistons à double ou triple expansions et turbine à vapeur. Cependant, en raison de la difficulté à se procurer des moteurs diesel, la version diesel a été réalisée en petit nombre.
Les dragueurs de mines de classe Bangor version canadienne déplacent 683 tonnes en charge normale . Afin de pouvoir loger les chaufferies, ce navire possède des dimensions plus grandes que les premières versions à moteur diesel avec une longueur totale de 54,9 mètres, une largeur de 8,7 mètres et un tirant d'eau de 2,51 mètres. Ce navire est propulsé par deux moteurs alternatifs verticaux à triple détente alimentés par deux chaudières à tubes d'eau à trois tambours Admiralty et entraînant deux arbres d'hélices. Le moteur développe une puissance de 2 400 chevaux-vapeur (1 790 kW) et atteint une vitesse maximale de 16 nœuds (30 km/h). Le dragueur de mines peut transporter un maximum de 152 tonnes de fioul.
Leur manque de taille donne aux navires de cette classe de faibles capacités de manœuvre en mer, qui seraient même pires que celles des corvettes de la classe Flower. Les versions à moteur diesel sont considérées comme ayant de moins bonnes caractéristiques de maniabilité que les variantes à moteur alternatif à faible vitesse. Leur faible tirant d'eau les rend instables et leurs coques courtes ont tendance à enfourner la proue lorsqu'ils sont utilisés en mer de face.
Les navires de la classe Bangor sont également considérés comme exiguës pour les membres d'équipage, entassant 6 officiers et 77 matelots dans un navire initialement prévu pour un total de quarante.

## Histoire

### Seconde Guerre mondiale
Le Westmount est mis en service le 15 septembre 1942 à Toronto. Alors qu'il travaillait au large de Pictou, en Nouvelle-Écosse, le navire connaît des problèmes de moteur qui le maintiennent à Halifax (Nouvelle-Écosse), du 20 novembre 1942 au 2 février 1943. Après la remise en service du dragueur de mines, le Westmount est affecté à la Halifax Local Defence Force (Force de défense locale de Halifax), puis à la Halifax Force (Force de Halifax), la force d'escorte et de patrouille basée à Halifax. En mai 1943, le navire est transféré à la Sydney Force (Force de Sydney), le groupe d'escorte et de patrouille basé à Sydney (Nouvelle-Écosse), et reste avec l'unité jusqu'en janvier 1944. Ce mois-là, le dragueur de mines rejoint la Halifax Force. À part un carénage à Lunenburg (Nouvelle-Écosse) qui a lieu de février à avril 1945, le Westmount reste sur la côte du Canada atlantique pendant le reste de la guerre.

### Après-guerre
Le dragueur de mines est désarmé à Sydney le 23 octobre 1945 et immobilisé à Shelburne (Nouvelle-Écosse). Le Westmount est placé en 1946 en réserve stratégique à Sorel, au Québec. En 1951, le dragueur de mines est repris par la Marine royale canadienne pendant la guerre de Corée. Le navire reçoit le nouveau numéro de coque (Pennant number) FSE 187 et est redésigné comme escorte côtière.
Cependant, le navire n'est jamais remis en service et reste en réserve jusqu'au 29 mars 1958, date à laquelle le Westmount est officiellement transféré à la marine turque. Rebaptisé TCG Bornova (TCG pour Türkiye Cumhuriyeti Gemisi ou Navire de la République de Turquie) (également orthographié Bor Nova) par la marine turque, le navire reste en service jusqu'en 1972, date à laquelle il est mis au rebut..

### Honneurs de bataille
- Gulf of St. Lawrence 1942
- Atlantic 1944

### Participation auxconvois
Le Westmount a navigué avec les convois suivants au cours de sa carrière:
1. Convoi BX 138
2. Convoi BX 139
3. Convoi BX 141
4. Convoi HX 289
5. Convoi ON 240
6. Convoi ON 241
7. Convoi ON 253
8. Convoi ON 255
9. Convoi ON 267
10. Convoi ONS 14
11. Convoi ONS 18
12. Convoi XB 139
13. Convoi XB 141

### Commandement
- A/Lieutenant Commander (A/Lt.Cdr.) Frank Goddard Hutchings (RCNR) du 15 septembre 1942 au 7 décembre 1943
- Lieutenant (Lt.) Frederick Henry Pinfold (RCNVR) du 8 décembre 1943 au 16 mars 1944
- Lieutenant (Lt.) Robert Laird Borden Hunter (RCNVR) du 17 mars 1944 au 25 mars 1945
- Lieutenant (Lt.) Robert Paul Jackson (RCNVR) du 26 mars 1945 au 7 juillet 1945

Notes:
RCNR: Royal Canadian Naval Reserve
RCNVR: Royal Canadian Naval Volunteer Reserve 